# Quenne
Quenne é uma comuna francesa na região administrativa de Borgonha-Franco-Condado, no departamento de Yonne. Estende-se por uma área de 8,8 km². Em 2010 a comuna tinha 492 habitantes (densidade: 55,9 hab./km²).